# Resultados do Carnaval do Rio de Janeiro em 1985
Nesta página estão listados os resultados dos concursos de escolas de samba, blocos de empolgação, blocos de enredo, coretos, frevos carnavalescos, ranchos carnavalescos e sociedades carnavalescas do carnaval do Rio de Janeiro do ano de 1985. Os desfiles foram realizados entre os dias 15 e 19 de fevereiro de 1985.
O carnaval de 1985 foi o primeiro das escolas do Grupo 1-A sob administração da Liga Independente das Escolas de Samba do Rio de Janeiro. A LIESA foi criada em julho do ano anterior por dez escolas de samba que romperam com a Associação das Escolas de Samba da Cidade do Rio de Janeiro (AESCRJ) que, até então, geria todos os grupos. Foi mantida a divisão dos desfiles do primeiro grupo em duas noites, mas, com apenas uma escola campeã.
Mocidade Independente de Padre Miguel foi a campeã do Grupo 1-A, conquistando seu segundo título na elite do carnaval. A escola apresentou um desfile em que projetava o carnaval do ano de 2001 sendo realizado no espaço sideral. O enredo "Ziriguidum 2001, Um Carnaval nas Estrelas" foi desenvolvido pelo carnavalesco Fernando Pinto, que conquistou seu segundo título no carnaval carioca. Beija-Flor foi a vice-campeã com um desfile que retratava a história bíblica de Adão e Eva acontecendo na cidade do Rio de Janeiro. Últimas colocadas, Acadêmicos de Santa Cruz, São Clemente e Em Cima da Hora foram rebaixadas para a segunda divisão. Unidos da Ponte foi a campeã do Grupo 1-B, sendo promovida à primeira divisão junto com a vice-campeã, Unidos da Tijuca. Independentes de Cordovil conquistou o título do Grupo 2-A. Formada por dissidentes da Portela, a Tradição estreou no carnaval vencendo o Grupo 2-B.
Fala Meu Louro, Alegria da Capelinha, Escovão da Riachuelo, Xodó de Oswaldo Cruz e Avante de Guadalupe venceram os grupos dos blocos de empolgação. Flor da Mina do Andaraí, Xuxu, Custou mas Saiu, Embaixadores da Paulo Ramos, Bloco do Barriga, Corações Unidos da Vila Laíz, Sangue Jovem, Unidos da Curtição, União da Vila, Sai Quem Quer e Teimosos da Vila foram os campeões dos grupos de blocos de enredo. Bola de Ouro ganhou a disputa de frevos. Decididos de Quintino e Paz e Amor de Camboatá venceram os grupos de ranchos. Diplomatas da Tiradentes foi campeão do concurso das grandes sociedades. No concurso de coretos, venceu o da Rua Topázio, em Rocha Miranda.

## Escolas de samba

### Grupo 1-A
Dirigentes de dez das principais escolas de samba do Rio de Janeiro decidiram se desligar da Associação das Escolas de Samba da Cidade do Rio de Janeiro (AESCRJ) e fundar uma nova entidade carnavalesca com o objetivo de administrar o desfile do grupo principal, negociar diretamente a subvenção com Prefeitura e os direitos de imagem com as emissoras de televisão, além de controlar e repartir o lucro dos desfiles com as agremiações. Em 24 de julho de 1984 foi fundada a Liga Independente das Escolas de Samba do Rio de Janeiro (LIESA), que também criou um selo próprio para a gravação dos discos de sambas-enredo das escolas.
O desfile do Grupo 1-A, a primeira divisão do carnaval, foi realizado nas noites de 17 (domingo) e 18 (segunda-feira) de fevereiro de 1985, no Sambódromo da Marquês de Sapucaí. Assim como no ano anterior, as apresentações foram divididas em duas noites. A Riotur retomou o modelo de disputa com apenas uma escola campeã, diferente do ano anterior, quando duas agremiações foram campeãs, uma em cada dia. O desfile da primeira noite teve início às 19 horas e 45 minutos de domingo e término às 10 horas e 30 minutos do dia seguinte. O desfile da segunda noite foi marcado por diversos atrasos, tendo início às 20 horas e 30 minutos da segunda-feira e término às 14 horas do dia seguinte.
Ordem dos desfiles
A primeira noite de desfiles foi aberta pela Em Cima da Hora (terceira colocada do Grupo 1-B do ano anterior); seguida por Unidos do Cabuçu (campeã do Grupo 1-B de 1984) e Império da Tijuca (sexta colocada do primeiro desfile do Grupo 1-A de 1984). A segunda noite de desfiles foi aberta pela São Clemente (quarta colocada do Grupo 1-B do ano anterior); seguida por Acadêmicos de Santa Cruz (vice-campeã do Grupo 1-B de 1984) e Estácio de Sá (sexta colocada do segundo desfile do Grupo 1-A de 1984). Previamente, Imperatriz Leopoldinense seria a quarta escola a desfilar na segunda noite, sendo seguida por Império Serrano, mas as duas agremiações inverteram as posições, enquanto a Imperatriz tentava consertar seu carro abre-alas.
| Domingo (17/02/1985) | Segunda-feira (18/02/1985) |

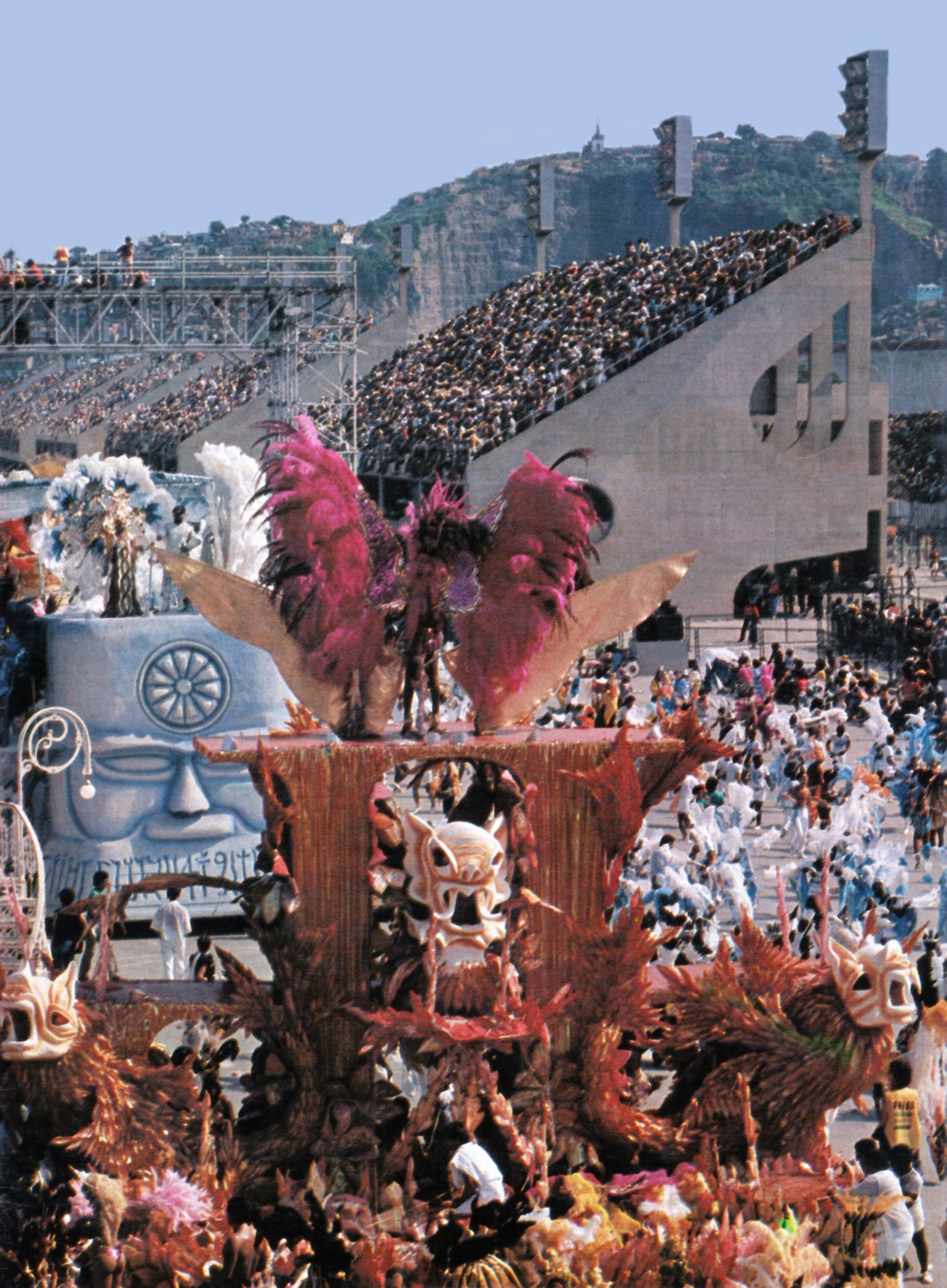
Desfile da Beija Flor de Nilópolis, a vice-campeã do carnaval de 1985.

| 1. Em Cima da Hora 2. Unidos do Cabuçu 3. Império da Tijuca 4. Acadêmicos do Salgueiro 5. União da Ilha do Governador 6. Unidos de Vila Isabel 7. Estação Primeira de Mangueira 8. Mocidade Independente de Padre Miguel | 1. São Clemente 2. Acadêmicos de Santa Cruz 3. Estácio de Sá 4. Império Serrano 5. Imperatriz Leopoldinense 6. Beija-Flor 7. Caprichosos de Pilares 8. Portela |

Quesitos e julgadores
O julgamento voltou a ser unificado, com os mesmos julgadores atuando nas duas noites de desfiles. As escolas foram avaliadas em dez quesitos com notas de cinco a dez.
| Quesitos | Quesitos                     | Julgador 1           | Julgador 2                   |
| -------- | ---------------------------- | -------------------- | ---------------------------- |
|          | Bateria                      | Cláudio Luiz Matheus | Caíque Botkay                |
|          | Harmonia                     | Emanuel Brasil       | Anísio Pereira Guimarães     |
|          | Samba-Enredo                 | Altamiro Batista     | Hélio Rocha                  |
|          | Evolução                     | Sônia Vieira         | Nelice Fachinetti            |
|          | Fantasias                    | Maria Analgisa Ridzi | Guiomar Pinheiro             |
|          | Enredo                       | José Nilo Tavares    | Rosa Maria Barbosa de Araújo |
|          | Comissão de Frente           | Vera Martins         | Sueli Barbosa                |
|          | Alegorias e Adereços         | Rubens Breitmann     | Jorge Lage                   |
|          | Mestre-Sala e Porta-Bandeira | Alice Colino         | Marli Guedes                 |
|          | Conjunto                     | Mário Petraglia      | Cláudio Correa               |

#### Classificação
Mocidade Independente de Padre Miguel foi a campeã, conquistando seu segundo título na elite do carnaval carioca, quebrando o jejum de seis anos sem conquistas. O título anterior da escola foi conquistado em 1979. Encerrando a primeira noite de apresentações, a Mocidade realizou um desfile em que projetava o carnaval e as festas folclóricas brasileiras sendo realizadas no espaço sideral, no ano de 2001. O enredo "Ziriguidum 2001, Um Carnaval nas Estrelas" foi desenvolvido pelo carnavalesco Fernando Pinto, que conquistou seu segundo título no carnaval do Rio. A escola recebeu apenas duas notas diferentes de dez.
Beija-Flor foi a vice-campeã por seis pontos de diferença para a Mocidade. A escola de Nilópolis apresentou um enredo, do carnavalesco Joãosinho Trinta, em que a história bíblica de Adão e Eva se passava na cidade do Rio de Janeiro. Terceira colocada, a Unidos de Vila Isabel realizou um desfile sobre o imaginário infantil. Uma das campeãs do ano anterior, a Portela ficou em quarto lugar com uma apresentação sobre a noite carioca de antigamente. Com um desfile sobre a saudade dos costumes, dos "tempos menos piores" e dos antigos carnavais, a Caprichosos de Pilares se classificou em quinto lugar. Acadêmicos do Salgueiro foi a sexta colocada prestando um tributo ao ex-presidente do Brasil, Getúlio Vargas, morto em 1954. Sétimo colocado, o Império Serrano fez o primeiro desfile com enredo patrocinado do carnaval carioca. Falando sobre a cerveja, a escola recebeu apoio financeiro da Cervejaria Brahma. Imperatriz Leopoldinense ficou em oitavo lugar com um desfile sobre a lenda de uma fictícia cidade na Ilha de Marajó onde seus habitantes possuíam poderes mediúnicos. Após conquistar o campeonato e o supercampeonato no ano anterior, a Estação Primeira de Mangueira obteve o pior resultado de sua história até então. Nona colocada, a Mangueira prestou um tributo à compositora Chiquinha Gonzaga, morta em 1935. Com um desfile sobre o gênero musical chorinho, a Estácio de Sá se classificou em décimo lugar. Império da Tijuca foi a décima primeira colocada com uma homenagem ao pianista e ator Custódio Mesquita, morto em 1945. Décima segunda colocada, a União da Ilha do Governador realizou um desfile sobre João Cândido e a Revolta da Chibata. Campeã do Grupo 1-B no ano anterior, a Unidos do Cabuçu obteve o décimo terceiro lugar com um desfile sobre a história política do Brasil. Recém promovidas ao primeiro grupo, Acadêmicos de Santa Cruz, São Clemente e Em Cima da Hora foram rebaixadas de volta para a segunda divisão. Décima quarta colocada, a Santa Cruz homenageou o jornalista e colunista social Ibrahim Sued, que desfilou em uma das alegorias da escola. Penúltima colocada, a São Clemente realizou um desfile crítico e bem humorado sobre o direito à moradia do povo brasileiro, desde a barriga da mãe até o cemitério. Com um desfile sobre os nordestinos que migravam para o Rio de Janeiro, a Em Cima da Hora obteve a última colocação.
| Legenda: Desfile dos Campeões Rebaixadas para o Grupo 1-B |

| Col. | Escola                                | Enredo                                                          | Carnavalesco(a)                        | Pontos | Desempate        |
| ---- | ------------------------------------- | --------------------------------------------------------------- | -------------------------------------- | ------ | ---------------- |
| 1    | Mocidade Independente de Padre Miguel | Ziriguidum 2001, Um Carnaval nas Estrelas                       | Fernando Pinto                         | 218    | -                |
| 2    | Beija-Flor                            | A Lapa de Adão e Eva                                            | Joãosinho Trinta                       | 212    | -                |
| 3    | Unidos de Vila Isabel                 | Parece que Foi Ontem                                            | Max Lopes                              | 207    | -                |
| 4    | Portela                               | Recordar É Viver                                                | Alexandre Louzada                      | 206    | -                |
| 5    | Caprichosos de Pilares                | E por Falar em Saudade...                                       | Luiz Fernando Reis e Flávio Tavares    | 204    | Bateria (20 pts) |
| 6    | Acadêmicos do Salgueiro               | Anos Trinta, Vento Sul - Vargas                                 | Edmundo Braga e Paulino Espírito Santo | 204    | Bateria (18 pts) |
| 7    | Império Serrano                       | Samba, Suor e Cerveja, o Combustível da Ilusão                  | Renato Lage e Lilian Rabello           | 204    | Bateria (17 pts) |
| 8    | Imperatriz Leopoldinense              | Adolã, a Cidade Mistério                                        | José Félix e Arlindo Rodrigues         | 200    | -                |
| 9    | Estação Primeira de Mangueira         | Abram Alas que Eu Quero Passar                                  | Elói Machado                           | 197    | -                |
| 10   | Estácio de Sá                         | Chora, Chorões                                                  | Fernando Alvarez e Oswaldo Jardim      | 190    | Bateria (18 pts) |
| 11   | Império da Tijuca                     | Se a Lua Contasse - Homenagem a Custódio Mesquita               | Ney Ayan                               | 190    | Bateria (16 pts) |
| 12   | União da Ilha do Governador           | Um Herói, Um Enredo, Uma Canção                                 | Luís Orlando                           | 176    | -                |
| 13   | Unidos do Cabuçu                      | A Festa É Nossa, Ninguém Tasca ou Quem Ri por Último, Ri Melhor | Stoelsson                              | 172    | -                |
| 14   | Acadêmicos de Santa Cruz              | Ibrahim, de Leve Eu Chego Lá                                    | José Lima Galvão e Viriato Ferreira    | 170    | -                |
| 15   | São Clemente                          | Quem Casa, Quer Casa                                            | Carlinhos Andrade e Roberto Costa      | 169    | -                |
| 16   | Em Cima da Hora                       | Me Acostumo mas não Me Amanso                                   | Sid Camilo e Edson Mendes              | 150    | -                |

### Grupo 1-B
O desfile do Grupo 1-B (segunda divisão) foi organizado pela AESCRJ e realizado no Sambódromo da Marquês de Sapucaí, entre as 20 horas e 30 minutos da sexta-feira, dia 15 de fevereiro de 1985, e as 10 horas e 30 minutos do dia seguinte.
| Ordem dos desfiles |
| 1. Unidos de Padre Miguel 2. Arranco 3. Unidos de Bangu 4. Lins Imperial 5. Unidos da Tijuca 6. Unidos de Lucas 7. Acadêmicos do Engenho da Rainha 8. Unidos da Ponte 9. Unidos do Jacarezinho 10. Arrastão de Cascadura |

#### Classificação
Unidos da Ponte e Unidos da Tijuca somaram a mesma pontuação final. A Ponte foi campeã nos critérios de desempate, garantindo seu retorno ao Grupo 1-A, de onde foi rebaixada no ano anterior. A escola realizou um desfile sobre o carnaval. Vice-campeã, a Unidos da Tijuca também foi promovida de volta ao Grupo 1-A, de onde foi rebaixada no ano anterior.
| Legenda: Promovidas ao Grupo 1-A / Desfile dos Campeões Rebaixadas para o Grupo 2-A |

| Col. | Escola                          | Enredo                                        | Carnavalesco(a)                                    | Pontos |
| ---- | ------------------------------- | --------------------------------------------- | -------------------------------------------------- | ------ |
| 1    | Unidos da Ponte                 | Dez, Nota Dez                                 | Geraldo Cavalcanti                                 | 226    |
| 2    | Unidos da Tijuca                | Mas o que Foi que Aconteceu?                  | Sílvio Cunha                                       | 226    |
| 3    | Arranco                         | Chuê, Chuá, Moronguetá Cruz Credo             | Carlos Louzada                                     | 220    |
| 4    | Acadêmicos do Engenho da Rainha | Não Existe Pecado do Lado de Baixo do Equador | Roberto Bastos                                     | 216    |
| 5    | Unidos de Lucas                 | Essa Gente Brasileira                         | Luiz Fernando Reis                                 | 215    |
| 6    | Unidos do Jacarezinho           | Do Batuque à Apoteose, o Samba Pede Passagem  | Jesué Silva e Moryd Baimaceda                      | 214    |
| 7    | Unidos de Bangu                 | É Hoje Só, Amanhã não Tem Mais                | Yubiratan Corrêa (Lacerda) e José Eugênio da Silva | 210    |
| 8    | Arrastão de Cascadura           | Depois do Mal Feito, Chorar não É Proveito    | Joãozinho de Deus                                  | 207    |
| 9    | Lins Imperial                   | Feliz por Um Dia                              | Poty e René Amaral                                 | 202    |
| 10   | Unidos de Padre Miguel          | Folia, Amor e Fantasia                        | Valdir Madureira                                   | 197    |

### Grupo 2-A
O desfile do Grupo 2-A (terceira divisão) foi organizado pela AESCRJ e realizado a partir das 19 horas do domingo, dia 17 de fevereiro de 1985, na Avenida Rio Branco.
| Ordem dos desfiles |
| 1. Sereno de Campo Grande 2. União de Vaz Lobo 3. Unidos de Nilópolis 4. Mocidade Unida de Jacarepaguá 5. Unidos de Manguinhos 6. Tupy de Brás de Pina 7. Paraíso do Tuiuti 8. Foliões de Botafogo 9. Unidos da Vila Santa Tereza 10. União de Jacarepaguá 11. Império do Marangá 12. Independentes de Cordovil |

#### Classificação
Independentes de Cordovil foi a campeã, sendo promovida à segunda divisão, de onde estava afastada desde 1977. Vice-campeã, a União de Jacarepaguá também foi promovida ao Grupo 1-B, de onde foi rebaixada em 1982.
| Legenda: Promovidas ao Grupo 1-B Rebaixadas para o Grupo 2-B * Sem informação disponível |

| Col. | Escola                        | Enredo                                      | Carnavalesco(a)                                       | Pontos |
| ---- | ----------------------------- | ------------------------------------------- | ----------------------------------------------------- | ------ |
| 1    | Independentes de Cordovil     | Sangue, Suor e Lágrimas                     | *                                                     | 217    |
| 2    | União de Jacarepaguá          | A Marquesa de Santos                        | Adílio Athos e Emily Pirmez                           | 210    |
| 3    | Paraíso do Tuiuti             | Axé Raça Negra                              | Billy Acioli                                          | 208    |
| 4    | União de Vaz Lobo             | Eparrei                                     | Jorge Bithencourt                                     | 204    |
| 5    | Unidos da Vila Santa Tereza   | Coroação da Rainha Ginga                    | Adolfo Sodré                                          | 199    |
| 6    | Tupy de Brás de Pina          | Caymmi, Poeta do Mar                        | Jairo de Souza e Ary Reis                             | 191    |
| 7    | Foliões de Botafogo           | Sassaricando - Homenagem a Virgínia Lane    | Fernando Costa                                        | 191    |
| 8    | Unidos de Manguinhos          | Show de Uma Deusa                           | *                                                     | 189    |
| 9    | Mocidade Unida de Jacarepaguá | Da Infância de Outrora à Ilusão das Diretas | Antônio Carbonelli, Gibi, Agnaldo e Wanderley Caramba | 187    |
| 10   | Unidos de Nilópolis           | Samba, Paixão de Um Português               | *                                                     | 184    |
| 11   | Império do Marangá            | Paraíso da Filha do Sol                     | José Eugênio                                          | 175    |
| 12   | Sereno de Campo Grande        | Haja Coração                                | *                                                     | 158    |

### Grupo 2-B
O desfile do Grupo 2-B (quarta divisão) foi organizado pela AESCRJ e realizado a partir das 22 horas da segunda-feira, dia 18 de fevereiro de 1985, na Avenida Rio Branco. Previamente, Unidos do Uraiti seria a quarta escola a desfilar mas, com problemas em suas alegorias, desfilou em sexto, após Grande Rio e União de Rocha Miranda.
| Ordem dos desfiles |
| 1. Tradição 2. Unidos de Cosmos 3. Acadêmicos do Cachambi 4. Grande Rio 5. União de Rocha Miranda 6. Unidos do Uraiti 7. Unidos da Zona Sul |

#### Classificação
Em seu ano de estreia no carnaval, a Tradição foi campeã do Grupo 2-B, sendo promovida à terceira divisão. A agremiação foi fundada por dissidentes da Portela. Vice-campeã, União de Rocha Miranda também foi promovida ao Grupo 2-A, de onde foi rebaixada em 1981. Nenhuma escola foi suspensa ou rebaixada.
| Legenda: Promovidas ao Grupo 2-A * Sem informação disponível |

| Col. | Escola                 | Enredo                                                 | Carnavalesco(a)                                                                                        | Pontos |
| ---- | ---------------------- | ------------------------------------------------------ | --- | ------ |
| 1    | Tradição               | Pássaro Guerreiro, Xingu                               | Edmundo Braga, Lícia Lacerda, Maria Augusta, Paulino Espírito Santo, Rosa Magalhães e Viriato Ferreira | 219    |
| 2    | União de Rocha Miranda | Taí, Carmen Miranda                                    | Wilson Miranda                                                                                         | 203    |
| 3    | Grande Rio             | Brasil, Onde o Verde É Mais Verde e o Azul É Mais Azul | Léa Gonçalves e Edinho                                                                                 | 193    |
| 4    | Unidos da Zona Sul     | Jô-runa - Oh! Roupa Suja não Se Lava Em Casa           | * | 180    |
| 5    | Acadêmicos do Cachambi | Um Domingo de Sol na Quinta da Boa Vista               | * | 180    |
| 6    | Unidos de Cosmos       | Chegou o General da Banda                              | * | 165    |
| 7    | Unidos do Uraiti       | Os Africanos no Brasil                                 | Rafael Cangerê                                                                                         | 151    |

## Blocos de empolgação
Os desfiles dos blocos de empolgação foram organizados pela Federação dos Blocos Carnavalescos do Estado do Rio de Janeiro (FBCERJ). A apuração dos resultados foi realizada no Maracanãzinho, entre as 9 horas e 50 minutos e as 18 horas da quinta-feira, dia 21 de fevereiro de 1985.

### Grupo A-1
| Col. | Bloco                          |
| ---- | ------------------------------ |
| 1    | Fala Meu Louro                 |
| 2    | Independente do Morro do Pinto |
| 3    | Pena Vermelha de Madureira     |
| 4    | Grilo de Bangu                 |
| 5    | O Feitiço É Nosso              |
| 6    | Mocidade da Mallet             |
| 7    | Paz e Harmonia                 |
| 8    | Razão de Viver                 |
| 9    | Eles que Digam                 |
| 10   | Caracol de Copacabana          |
| 11   | Sineta do Engenho Novo         |
| 12   | Temporão de Cordovil           |
| 13   | Furão de Olaria                |

### Grupo A-2
| Col. | Bloco                               |
| ---- | ----------------------------------- |
| 1    | Alegria da Capelinha                |
| 2    | Unidos da Lapa                      |
| 3    | Beco do Sorriso                     |
| 4    | Balanço da Mangueira                |
| 5    | Unidos da Gregório de Vigário Geral |
| 6    | Onda Braba de Vista Alegre          |
| 7    | Mocidade Unida de Marechal Hermes   |
| 8    | Magnatas de Engenheiro Pedreira     |
| 9    | Chega Mais do Caju                  |
| 10   | Chuchu Beleza de Irajá              |
| 11   | Bacanas da Piedade                  |

### Grupo A-3
| Col. | Bloco                          |
| ---- | ------------------------------ |
| 1    | Escovão da Riachuelo           |
| 2    | Unidos de Oswaldo Cruz         |
| 3    | Nasceu Mais Um                 |
| 4    | Tigre de Bonsucesso            |
| 5    | Sufoco de Olaria               |
| 6    | Unidos do Coqueiro             |
| 7    | Unidos de Botafogo             |
| 8    | Coração das Meninas            |
| 9    | Chamego de Benfica             |
| 10   | Caprichosos de Santa Margarida |
| 11   | Cara de Boi                    |
| 12   | Cardosão de Laranjeiras        |

### Grupo A-4
| Col. | Bloco                  |
| ---- | ---------------------- |
| 1    | Xodó de Oswaldo Cruz   |
| 2    | Lelé da Cuca           |
| 3    | Unidos da Vacaria      |
| 4    | Bafo da Zebra          |
| 5    | Leão de Realengo       |
| 6    | Mocidade da Pavuna     |
| 7    | Caciquinho de Inhoaíba |
| 8    | Pulo da Onça           |
| 9    | Xavantes do Tingui     |
| 10   | Bafo da Cobra          |
| 11   | Amendoeira             |
| 12   | Amores de Padre Miguel |

### Grupo A-5
| Col. | Bloco               |
| ---- | ------------------- |
| 1    | Avante de Guadalupe |
| 2    | Urubu Cheiroso      |
| 3    | Corações Amigos     |
| 4    | Cheirosos da Penha  |
| 5    | Tigre da Vila       |

## Blocos de enredo
Os desfiles dos blocos de enredo foram organizados pela FBCERJ. A apuração dos resultados foi realizada no Maracanãzinho, entre as 9 horas e 50 minutos e as 18 horas da quinta-feira, dia 21 de fevereiro de 1985.

### Grupo 1-A
O desfile foi realizado a partir das 21 horas do sábado, dia 16 de fevereiro de 1985, no Sambódromo da Marquês de Sapucaí. Flor da Mina do Andaraí foi o campeão desfilando com o enredo "Pancetti, o Pintor das Marinhas" em homenagem a José Pancetti.
| Legenda: Desfile dos Campeões Rebaixados para o Grupo 1-B |

| Col. | Bloco                               | Enredo                                           |
| ---- | ----------------------------------- | ------------------------------------------------ |
| 1    | Flor da Mina do Andaraí             | Pancetti                                         |
| 2    | Alegria de Copacabana               | Quantas Saudades nos Traz                        |
| 3    | Canários das Laranjeiras            | Boemia                                           |
| 4    | Bloco do China                      | Raízes                                           |
| 5    | Unidos da São Brás                  | Alô Madureira                                    |
| 6    | Leão de Nova Iguaçu                 | Ainda Resta a Esperança                          |
| 7    | Unidos do Cabral                    | Amazônia e a Revolta do Xingu                    |
| 8    | Unidos da Vila Kennedy              | Blecaute O General da Banda                      |
| 9    | Acadêmicos do Vidigal               | Zé, Não Deixes para Amanhã o que Pode Fazer Hoje |
| 10   | Difícil É o Nome                    | Dos Portais Imperiais à Parque Público           |
| 11   | Unidos do Jardim Botânico           | Eu sou o Rio nas Quatro Estações                 |
| 12   | Quem Fala de Nós não Sabe o que Diz | *                                                |
| 13   | Unidos de São Cristóvão             | O Mundo de Mauro Rosas                           |
| 14   | Bafo de Bode                        | Jacarepaguá, um Bairro, um Bloco e uma Esperança |

### Grupo 1-B
O desfile foi realizado a partir das 22 horas do sábado, dia 16 de fevereiro de 1985, na Avenida Rio Branco. Xuxu foi o campeão, sendo promovido ao Grupo 1-A junto com Boi da Freguesia, Mocidade de Guararapes, e Sai Como Pode.
| Legenda: Promovidos ao Grupo 1-A Rebaixados para o Grupo 2-A |

| Col. | Bloco                                  | Enredo                                        |
| ---- | -------------------------------------- | --------------------------------------------- |
| 1    | Xuxu                                   | Ontem, Hoje e Sempre                          |
| 2    | Boi da Freguesia da Ilha do Governador | Do Ocidente ao Oriente, o Melhor é o Carnaval |
| 3    | Mocidade de Guararapes                 | Coisas Nossas                                 |
| 4    | Sai Como Pode                          | Cinelândia                                    |
| 5    | Boêmios de Inhaúma                     | Chico Rei                                     |
| 6    | Unidos do Cantagalo                    | Parabéns pra Você - Um Sonho Infantil         |
| 7    | Unidos da Villa Rica                   | Carrossel de Ilusões                          |
| 8    | Mocidade de Vicente de Carvalho        | Folclore, Costumes de Nossa Gente             |
| 9    | Embalo do Catete                       | Di Cavalcanti: Pintou a Raça                  |
| 10   | Bafo do Leão                           | Como é Bela a Natureza                        |
| 11   | Império do Gramacho                    | Batuque Guiné Dança Guerreira                 |
| 12   | Boêmios do Andaraí                     | Um Domingo na Quinta                          |
| 13   | Mocidade Independente de Inhaúma       | Vai Passando e Examinando Olha Aí             |
| 14   | Vai Se Quiser                          | *                                             |

### Grupo 2-A
Custou mas Saiu foi o campeão, sendo promovido ao Grupo 1-B junto com Mataram Meu Gato, Acadêmicos da Abolição e Dragão de Nilópolis.
| Legenda: Promovidos ao Grupo 1-B Rebaixados para o Grupo 2-B |

| Col. | Bloco                         | Enredo                                   |
| ---- | ----------------------------- | ---------------------------------------- |
| 1    | Custou mas Saiu               | O Rei de Quase Tudo                      |
| 2    | Mataram Meu Gato              | Batalha de Amor aos Orixás               |
| 3    | Acadêmicos da Abolição        | O Poeta Sonhou Assim                     |
| 4    | Dragão de Nilópolis           | A Terra dos Orixás                       |
| 5    | Turma da Chupeta              | Máscaras                                 |
| 6    | Imperial de Lucas             | Mundo Infantil                           |
| 7    | Mocidade do Lins              | Este Mundo Azul e Branco Chamado Portela |
| 8    | Mocidade de São Matheus       | O Abre Alas                              |
| 9    | Corações Unidos de Bonsucesso | *                                        |
| 10   | Namorar Eu Sei                | Vila Poesia e Tradição                   |
| 11   | Cacareco Unidos do Leblon     | Axé e as Belezas dos Orixás              |
| 12   | Cometas do Bispo              | *                                        |
| 13   | Coroado de Jacarepaguá        | Ilusão do Fantástico Eldorado            |
| 14   | Império de Botafogo           | Apesar de Tudo Sorria                    |

### Grupo 2-B
Embaixadores da Paulo Ramos foi o campeão, sendo promovido ao Grupo 1-B.
| Legenda: Promovido ao Grupo 1-B Promovidos ao Grupo 2-A Rebaixados para o Grupo 3-A |

| Col. | Bloco                        | Enredo                                                             |
| ---- | ---------------------------- | ------------------------------------------------------------------ |
| 1    | Embaixadores da Paulo Ramos  | Dominguinhos do Estácio - Do Terreiro Grande ao Estandarte de Ouro |
| 2    | Gavião de Brás de Pina       | Axé de Jair de Ogum                                                |
| 3    | Império da Gávea             | Um Dia Chego Lá                                                    |
| 4    | Dragão de Camará             | Riquezas do Nosso Brasil                                           |
| 5    | Embalo do Morro do Urubu     | A Lenda da Vitória Régia                                           |
| 6    | Vem como Pode                | *                                                                  |
| 7    | Rosa de Ouro                 | Apologia a Oswaldo Cruz                                            |
| 8    | Boêmios da Vila Aliança      | O Som Veio de Longe (Dom Chico)                                    |
| 9    | Arame de Ricardo             | Sua Majestade o Samba                                              |
| 10   | Unidos da Venda Grande       | Brasil de Norte e Sul                                              |
| 11   | Unidos da Catruz             | Sete Portas da Bahia Cidade de Oxalá                               |
| 12   | Boca na Garrafa              | Carybé                                                             |
| 13   | Unidos do Rio Comprido       | Martinho da Vila num Palco Iluminado                               |
| 14   | Caprichosos de Bento Ribeiro | Encantos que Encantam o Nordeste                                   |

### Grupo 3-A
Bloco do Barriga foi o campeão, sendo promovido ao Grupo 2-A.
| Legenda: Promovido ao Grupo 2-A Promovidos ao Grupo 2-B Rebaixados para o Grupo 3-B |

| Col. | Bloco                       | Enredo                                |
| ---- | --------------------------- | ------------------------------------- |
| 1    | Bloco do Barriga            | As Três Iabás do Alafim               |
| 2    | Arrastão de São João        | Rio, Presente da Natureza             |
| 3    | Força Jovem do Horto        | Com um Abraço Só Abraçou Madureira    |
| 4    | Unidos da Galeria           | Porque Hoje é Sábado                  |
| 5    | Coração de Éden             | Liberdade                             |
| 6    | Solta o Bicho               | Folclore no Brasil                    |
| 7    | Novo Horizonte              | *                                     |
| 8    | Deixa Comigo                | Amazonas, Verde Que Eu Te Quero Verde |
| 9    | Baixada do Sapo             | *                                     |
| 10   | Garrafal                    | História e Herança de Duas Raças      |
| 11   | Unidos da Laureano          | Minas: Peito do Aço, Coração de Ouro  |
| 12   | Mocidade de Rocha Miranda   | Que Rei Sou Eu                        |
| 13   | Rouxinol do Grotão da Penha | Dercy Espetacular                     |
| 14   | Samba como Pode             | *                                     |

### Grupo 3-B
Corações Unidos da Vila Laíz foi o campeão, sendo promovido ao Grupo 2-B.
| Legenda: Promovido ao Grupo 2-B Promovidos ao Grupo 3-A Rebaixados para o Grupo 4 |

| Col. | Bloco                           | Enredo                                                  |
| ---- | ------------------------------- | ------------------------------------------------------- |
| 1    | Corações Unidos da Vila Laíz    | Gin-Ka A Favorita dos Deuses                            |
| 2    | Unidos do Parque Felicidade     | A Um Passo da Liberdade                                 |
| 3    | Lambe Copo                      | O Bailar das Mãos                                       |
| 4    | Aventureiros do Leme            | Porque não me Espelhar no Lago (Homenagem a Mário Lago) |
| 5    | Passa a Régua de Bangu          | E Foi Assim a Origem da MPB                             |
| 6    | Nosso Sonho                     | Luz do Fogo, Luz do Mar Sobre Luz Del Fuego             |
| 7    | Amizade da Água Branca          | Os Pataxós                                              |
| 8    | Roda Quem Pode                  | *                                                       |
| 9    | Mocidade do Grajaú              | Dos Nossos índios Uma Sublime Lição                     |
| 10   | Surpresa de Realengo            | A Rosa Mais Linda                                       |
| 11   | Azul e Branco                   | O Sonho Dourado de uma Deusa                            |
| 12   | Acadêmicos de Bento Ribeiro     | Sonho de Cristal                                        |
| 13   | Baba do Quiabo                  | Sua Majestade a Folia                                   |
| 14   | Mocidade Unida do Estácio de Sá | *                                                       |
| 15   | Só Falta Você                   | Bahia Suas Crenças e Suas Tradições                     |

### Grupo 4
Sangue Jovem foi o campeão, sendo promovido ao Grupo 3-A.
| Legenda: Promovido ao Grupo 3-A Promovidos ao Grupo 3-B Rebaixados para o Grupo 5 |

| Col. | Bloco                              | Enredo                             |
| ---- | ---------------------------------- | ---------------------------------- |
| 1    | Sangue Jovem                       | *                                  |
| 2    | Cem de Nilópolis                   | Yes Nós Temos Dez                  |
| 3    | Globo de Ouro                      | O Mistério das Uyaras              |
| 4    | Acadêmicos dos Prazeres            | *                                  |
| 5    | Dilema da Vila de Ramos            | O Circo                            |
| 6    | Chamego de Turiaçu                 | Passo a Passo Sem Errar o Compasso |
| 7    | Mocidade Peteca da Paraná          | Festa das Flores                   |
| 8    | Unidos de Antares                  | Senhor do Infinito                 |
| 9    | Três Unidos do Lote XV             | *                                  |
| 10   | Os Brasinhas                       | Enredo Sem Enredo                  |
| 11   | Carinhoso da Penha Circular        | Pequeno Jornaleiro                 |
| 12   | Xodó das Meninas do Jardim América | A Criação do Mundo                 |
| 13   | Unidos de Edson Passos             | Carnaval dos Carnavais             |
| 14   | Mocidade de Camará                 | Lendas e Tesouros do Fundo do Mar  |

### Grupo 5
Unidos da Curtição foi o campeão, sendo promovido ao Grupo 3-B.
| Legenda: Promovido ao Grupo 3-B Promovidos ao Grupo 4 Rebaixados para o Grupo 6 |

| Col. | Bloco                          | Enredo                              |
| ---- | ------------------------------ | ----------------------------------- |
| 1    | Unidos da Curtição             | A Coroa não é de Ouro, nem de Prata |
| 2    | Unidos da Fronteira            | O Que Tem Que Ser Será              |
| 3    | Unidos do Anil                 | Samba Anil Dança Brasil             |
| 4    | Paraíso da Alvorada            | *                                   |
| 5    | Inocentes do Jardim Metrópoles | *                                   |
| 6    | Infantes da Piedade            | No Mundo da Fantasia                |
| 7    | Estrela do Bairro Magali       | Nossa Terra... Nossa Gente          |
| 8    | Diplomatas de Anchieta         | Palmares: O Quilombo do Rei Zumbi   |
| 9    | Luar de Prata                  | Yara, Sublime Deusa do Amor         |
| 10   | Suco de Camarão                | *                                   |
| 11   | Unidos da Pereira da Silva     | O Uirapuru                          |
| 12   | Anjo da Guarda                 | Dança, Luta ou Brincadeira          |
| 13   | Durinhos de Padre Miguel       | A Gruta Que Chora                   |

### Grupo 6
União da Vila foi o campeão, sendo promovido ao Grupo 4.
| Legenda: Promovido ao Grupo 4 Promovidos ao Grupo 5 Rebaixados para o Grupo 7 |

| Col. | Bloco                       | Enredo                                  |
| ---- | --------------------------- | --------------------------------------- |
| 1    | União da Vila               | Brinquedos e Brincadeiras               |
| 2    | Sovaco de Minhoca           | *                                       |
| 3    | Mimo de Acari               | *                                       |
| 4    | Unidos da Rocinha           | Tempos de Criança                       |
| 5    | Imperatriz Iguaçuana        | Encanto e Orgias das Noites Cariocas    |
| 6    | Mocidade de Santa Margarida | Parabéns Pra Vocês                      |
| 7    | Balanço do Jardim Palmares  | Primavera                               |
| 8    | Coroado de Santa Cruz       | Onde é Que Eu Vou Parar                 |
| 9    | Embalo de Campo Grande      | Carnaval Sempre Carnaval                |
| 10   | Pavão da Vila Rosário       | Será Que Dá                             |
| 11   | Unidos da Vila Jardim       | Folia, Amor e Fantasia                  |
| 12   | Dragão de Irajá             | Ataulfo Alves Não Acadêmico Mas Imortal |
| 13   | Unidos da Vila São Luiz     | *                                       |
| 14   | Batutas de Cordovil         | Nasci, Sofri Agora Sou Assim            |

### Grupo 7
Sai Quem Quer foi o campeão, sendo promovido ao Grupo 5.
| Legenda: Promovido ao Grupo 5 Promovidos ao Grupo 6 Rebaixados para o Grupo 8 |

| Col. | Bloco                       | Enredo                                      |
| ---- | --------------------------- | ------------------------------------------- |
| 1    | Sai Quem Quer               | Viagem ao Mundo da Fantasia                 |
| 2    | Gavião de Jacarepaguá       | Maravilha Maravilha                         |
| 3    | Pomba Rolou da Boca do Mato | Parabéns Mônica                             |
| 4    | Flor da Vila Tiradentes     | O Verdadeiro Faz de Conta                   |
| 5    | Amor a Natureza             | Rio 420 Anos                                |
| 6    | Mocidade do Samba           | Madureira Terra de Bambas, Celeiro do Samba |
| 7    | Unidos do Gramacho          | *                                           |
| 8    | União da Vila Realengo      | Nosso Rio de Maravilhas                     |
| 9    | Mocidade                    | *                                           |
| 10   | Acadêmicos de São Jorge     | Deus dos Deuses                             |
| 11   | Gavião da Baixada           | Hoje é Dia de Índio                         |
| 12   | Hora Certa de Realengo      | A História Que Vovó Contava a Pai Jacu      |
| 13   | Unidos da Penha             | *                                           |
| 14   | Veneno da Suburbana         | *                                           |

### Grupo 8
Teimosos da Vila foi o campeão, sendo promovido ao Grupo 6. Todos os demais blocos foram promovidos ao Grupo 7.
| Legenda: Promovido ao Grupo 6 Promovidos ao Grupo 7 |

| Col. | Bloco                    | Enredo                                                    |
| ---- | ------------------------ | --------------------------------------------------------- |
| 1    | Teimosos da Vila         | Moreira da Silva, Boemia de um Sambista                   |
| 2    | Estrela de Madureira     | As Três Raças                                             |
| 3    | Bole-Bole                | *                                                         |
| 4    | Independente             | Rio em Tempo de Festa                                     |
| 5    | Unidos do Bairro Central | Ameniza o Nosso Dia a Dia o Rio Com Sua Alegria           |
| 6    | Unidos da Roquete Pinto  | Homenagem ao Bandeirante Caçador de Índio, Raposo Tavares |
| 7    | Sentinela de Pilares     | Saudades dos Grandes Nomes                                |
| 8    | Mamãe não Deixa          | *                                                         |
| 9    | Imperadores do Samba     | *                                                         |

## Coretos
O coreto da Rua Topázios venceu a disputa.
| Col. | Coreto                                | Pontos | Premiação        |
| ---- | ------------------------------------- | ------ | ---------------- |
| 1    | Rua Topázio (Rocha Miranda)           | 231    | Cr$ 2 milhões    |
| 2    | Largo da Freguesia (Jacarepaguá)      | 201    | Cr$ 1,35 milhões |
| 3    | Avenida Cônego de Vasconcelos (Bangu) | 185    | Cr$ 900 mil      |

## Frevos carnavalescos
O desfile dos clubes de frevo foi realizado a partir das 19 horas e 15 minutos do sábado, dia 16 de fevereiro de 1985, na Avenida Rio Branco.
| Ordem dos desfiles |
| 1. Águia de Ouro (hors concours) 2. Pás Douradas 3. Bola de Ouro 4. Lenhadores 5. Prato Misterioso 6. Vassourinhas 7. Batutas da Cidade Maravilhosa 8. Misto Toureiros |

Quesitos e julgadores
Os clubes foram avaliados em cinco quesitos.
| Quesitos | Quesitos  | Julgadores     |
| -------- | --------- | -------------- |
|          | Evolução  | Isa Rodrigues  |
|          | Fantasias | Zélia Hoffman  |
|          | Música    | Lúcia Sequeira |
|          | Conjunto  | Carlos Melo    |
|          | Enredo    | Nelson Pereira |

#### Classificação
A apuração das notas foi realizada na sexta-feira, dia 22 de fevereiro de 1985, no Maracanãzinho.
| Col. | Frevo                         | Enredo                                                  | Pontos |
| ---- | ----------------------------- | ------------------------------------------------------- | ------ |
| 1    | Bola de Ouro                  | Frevo, Bolas e Cores                                    | 62     |
| 2    | Lenhadores                    | Sítio do Pica Pau Amarelo                               | 60     |
| 3    | Vassourinhas                  | Doce Ilusão                                             | 54     |
| 4    | Pás Douradas                  | Frevança Maravilha de Uma Dança                         | 47     |
| 5    | Prato Misterioso              | Lendas e Mistérios da Amazônia                          | 46     |
| 6    | Misto Toureiros               | Viva o Reino Encantado do Frevo, de Capiba a Luís Alves | 45     |
| 7    | Batutas da Cidade Maravilhosa | Encantos da Amazônia                                    | 43     |
| 8    | Gavião do Mar                 | Lapa Boêmia                                             | 38     |

## Ranchos carnavalescos

### Grupo 1-A
O desfile do Grupo 1-A foi realizado a partir das 20 horas da terça-feira, dia 19 de fevereiro de 1985, na Avenida Rio Branco.

#### Classificação
O rancho Decididos de Quintino foi campeão.
| Col. | Rancho                   | Pontos |
| ---- | ------------------------ | ------ |
| 1    | Decididos de Quintino    | 98     |
| 2    | Aliados de Quintino      | 93     |
| 3    | Império de São Cristóvão | 79     |
| 4    | Foliões de Jacarepaguá   | 78     |
| 5    | União dos Caçadores      | 75     |
| 6    | Rosa de Ouro             | 59     |
| 7    | Unidos do Cunha          | 53     |

### Grupo 1-B

#### Classificação
Paz e Amor de Camboatá foi o campeão.
| Col. | Rancho                  | Pontos |
| ---- | ----------------------- | ------ |
| 1    | Paz e Amor de Camboatá  | 95     |
| 2    | Lira de Vila Isabel     | 81     |
| 3    | Flor de Manacá          | 76     |
| 4    | Flor Amorosa de Ipanema | 74     |
| 5    | Recreio da Saúde        | 71     |
| 6    | Alegria de Santo Cristo | 66     |
| 7    | Azulões da Torre        | 64     |

## Sociedades carnavalescas
Classificação
Diplomatas da Tiradentes foi o vencedor com nota máxima em todos os quesitos.
| Col. | Sociedade                | Pontos | Desempate             |
| ---- | ------------------------ | ------ | --------------------- |
| 1    | Diplomatas da Tiradentes | 55     | -                     |
| 2    | Clube dos Independentes  | 49     | -                     |
| 3    | Tenentes do Diabo        | 46     | -                     |
| 4    | Filhos de Ébano          | 44     | -                     |
| 5    | Clube dos Lordes         | 41     | -                     |
| 6    | Embaixada do Sossego     | 36     | -                     |
| 7    | Turunas de Monte Alegre  | 34     | -                     |
| 8    | Pierrôs das Cavernas     | 33     | Conjunto de Alegorias |
| 9    | Clube dos Embaixadores   | 33     | Conjunto de Alegorias |
| 10   | Clube dos Fenianos       | 32     | -                     |
| 11   | Clube dos Cariocas       | 29     | -                     |

## Desfile dos Campeões
O Desfile dos Campeões foi realizado no Sambódromo da Marquês de Sapucaí, entre as 18 horas do sábado, dia 23 de fevereiro de 1985 e as 6 horas e 30 minutos do dia seguinte. Participaram do desfile as escolas campeãs e vice-campeãs dos grupos 1-A e 1-B, blocos de enredo campeão e vice-campeão do Grupo 1-A e as escolas de samba mirins Império do Futuro e Alegria da Passarela. A Riotur também convidou a escola paulistana Nenê de Vila Matilde, campeã do carnaval de São Paulo de 1985.
| Ordem dos desfiles |
| 1. Alegria de Copacabana 2. Flor da Mina do Andaraí 3. Império do Futuro 4. Alegria da Passarela 5. Unidos da Tijuca 6. Unidos da Ponte 7. Beija-Flor 8. Nenê de Vila Matilde 9. Mocidade Independente de Padre Miguel |